# L'aventure c'est l'aventure
L'aventure c'est l'aventure is een Franse filmkomedie uit 1972 onder regie van Claude Lelouch. Destijds werd de film uitgebracht onder de titel Een handgranaat staat op scherp.
Op Un homme et une femme (1966) na was deze film Lelouch' belangrijkste commercieel succes.

## Verhaal
Vijf criminelen beseffen dat de tijden veranderen en besluiten om van bankovervallen over te schakelen op ontvoeringen. Onder hun slachtoffers bevinden zich onder meer de zanger Johnny Hallyday en een ambassadeur uit Latijns-Amerika. Ze worden erin geluisd door een guerillaleider, die ze eerder hadden ontvoerd.
Tijdens hun proces besluit de Franse overheid hen te laten vluchten naar Afrika. Daar beginnen ze weer van voren af aan.

## Rolverdeling
| Acteur              | Personage                   |
| ------------------- | --------------------------- |
| Lino Ventura        | Lino Massaro                |
| Jacques Brel        | Jacques                     |
| Charles Denner      | Simon Duroc                 |
| Johnny Hallyday     | Johnny Hallyday             |
| Charles Gérard      | Charlot                     |
| Aldo Maccione       | Aldo                        |
| Nicole Courcel      | Nicole                      |
| Yves Robert         | Advocaat van de verdediging |
| André Falcon        | Ambassadeur                 |
| Juan Luis Buñuel    | Ernesto Juarez              |
| Gordon Heath        |                             |
| Prudence Harrington | Vrouw van de ambassadeur    |
| Maddly Bamy         | Vakantiegangster            |
| Sophie Boudet       | Vakantiegangster            |
| Annie Ho            | Vakantiegangster            |